# (5906) 1989 SN5
(5906) 1989 SN5 (1989 SN5, 1951 TL, 1979 YP7, 1991 GL9) — астероїд головного поясу.
Тіссеранів параметр щодо Юпітера — 3,565.